# Energiförsörjning
Energiförsörjning innebär leverans av energibärare som råvarubränslen eller förädlade bränslen och  elektricitet till ett förbrukningsställe där energin omvandlas till annan nyttighet. Det omfattar hela kedjan från utvinning, transport, alstring, distribution och lagring av förnödenheterna. Frågor om tillgång, hushållning, omvärldspåverkan, fördelning och konflikthantering är också delar av helhetsbilden.
Begreppet är av stort nationellt och globalt intresse och såväl nationella som internationella organ och privata företagskonstellationer är engagerade.